# Cyphonocerus watarii
Cyphonocerus watarii là một loài bọ cánh cứng trong họ Đom đóm (Lampyridae). Loài này được Satô miêu tả khoa học năm 1991.